# Handan Özgüven

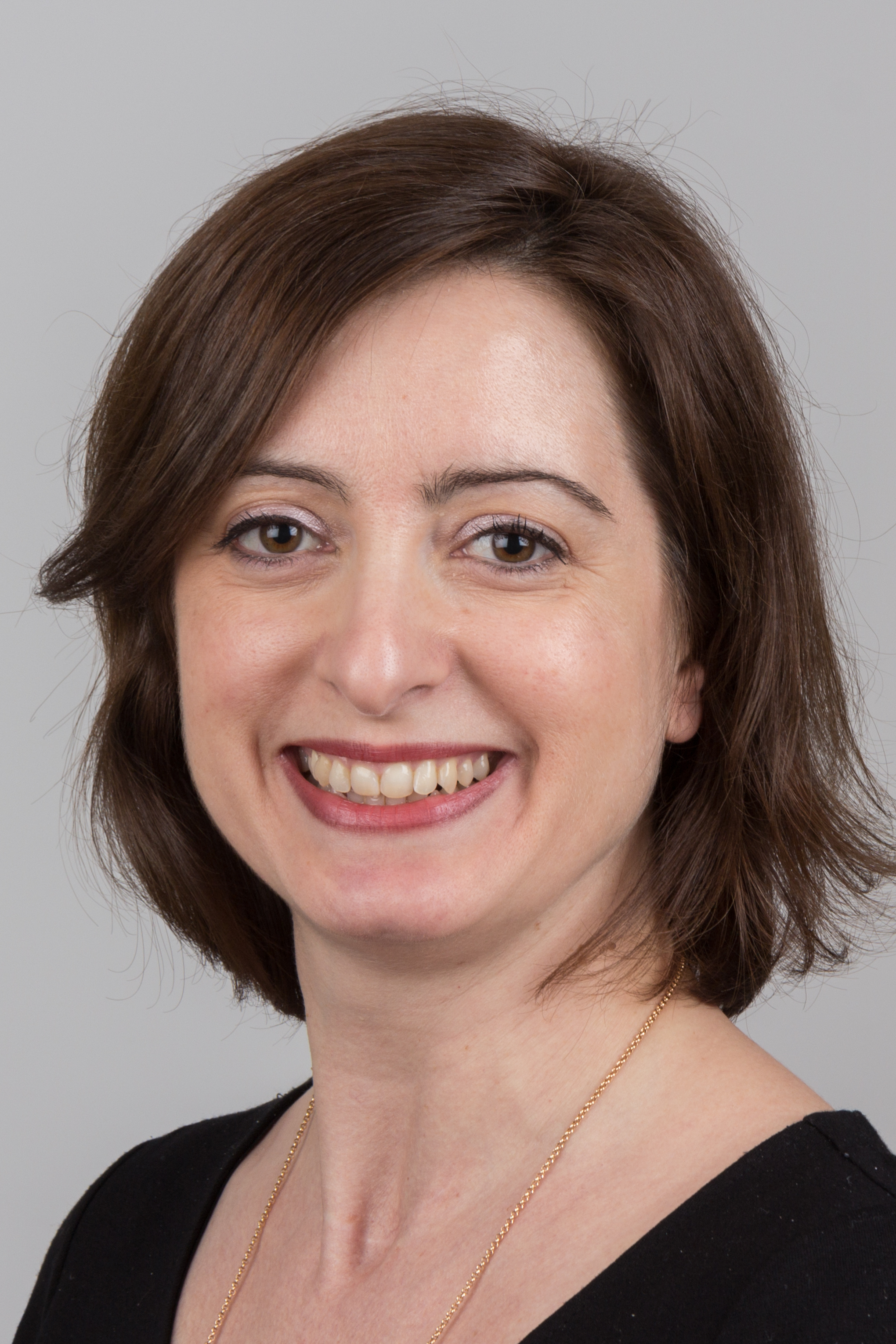
Handan Özgüven (2016)

Handan Özgüven (* 4. Februar 1973 in Bensberg) ist eine deutsche Politikerin (SPD) und ehemalige Abgeordnete im Landtag von Hessen.

## Leben
Nach ihrem Abitur am Paul-Klee-Gymnasium in Overath begann Özgüven im Jahr 1992 das Studium der Rechtswissenschaft an der Philipps-Universität Marburg, welches sie 1998 mit dem Ersten Staatsexamen abschloss.
In den Jahren 1998 bis 2000 absolvierte Özgüven ihr Rechtsreferendariat am Landgericht Frankfurt a. M. und am Landgericht Marburg, an dessen Ende der erfolgreiche Abschluss des Zweiten Staatsexamens stand.
Seit 2001 ist Handan Özgüven als selbstständige Rechtsanwältin in einer Rechtsanwaltskanzlei im Kreis Marburg-Biedenkopf tätig. Seit 2013 ist sie Fachanwältin für Familienrecht.

## Politik
Özgüven, seit 2002 Mitglied der SPD, war von 2002 bis 2012 Vorstandsmitglied des Ortsvereins Stadtallendorf. Seit 2006 ist sie Stadtverordnete der Stadt Stadtallendorf und seit 2014 Mitglied des Kreistags des Landkreises Marburg-Biedenkopf.
Im Dezember 2015 rückte Özgüven für den Abgeordneten Thomas Spies in den hessischen Landtag nach, wo sie dem Rechtspolitischen Ausschuss, dem Ausschuss für Wissenschaft und Kunst und dem Petitionsausschuss angehörte. Bei der Landtagswahl in Hessen 2018 verpasste sie den Wiedereinzug in das Parlament. Handan Özgüven ist Mitglied der AWO, des VdK und der Marburger Tafel. Darüber hinaus ist sie Mitglied des Freundeskreises Hessisches Landestheater Marburg e.V. und der Anwaltskammer.